# Juan II de Capadocia
Juan II, apodado Capadox o el Capadocio (? - 19 de enero de 520) fue Patriarca de Constantinopla en 518-520, durante el reinado del emperador bizantino Anastasio I tras una condena forzosa del Concilio de Calcedonia. Su breve patriarcado es memorable por las célebres Aclamaciones de Constantinopla, y la reunión de Oriente y Occidente tras un cisma de 34 años. A la muerte del Patriarca de Constantinopla  Timoteo I, Juan de Capadocia, a quien había designado su sucesor, era presbítero y canciller de la Iglesia de Constantinopla.

## Biografía
El 9 de julio de 518, el largo reinado de Anastasio llegó a su fin, sucediendo al ortodoxo Justino I. El domingo 15 de julio, el nuevo emperador entró en la catedral, y el patriarca, acompañado de doce prelados, se abrió paso entre la multitud que abarrotaba todos los rincones. Al acercarse a la tarima elevada donde se encontraba el púlpito, se oyeron gritos de ¡Viva el patriarca! ¡Viva el emperador! ¿Por qué seguimos excomulgados? ¿Por qué no nos hemos comunicado estos años? Tú eres católico, ¿qué temes, digno servidor de la Trinidad? ¡Expulsad a Severo el maniqueo! ¡Oh Justino, nuestro emperador, tú ganas! Proclamad en este instante el sínodo de Calcedonia, porque Justino reina. Estos y otros gritos continuaron. La procesión pasó al interior del recinto, pero la excitada congregación continuó gritando fuera de las puertas del coro en tonos similares: No saldréis si no anatematizáis a Severo, refiriéndose al patriarca herético de Antioquía. El patriarca Juan, habiendo ganado entretanto tiempo para reflexionar y consultar, salió y subió al púlpito, diciendo: No hay necesidad de disturbios ni de tumultos; nada se ha hecho contra la fe; reconocemos como ortodoxos todos los concilios que han confirmado los decretos de Nicea, y principalmente estos tres -Constantinopla, Éfeso, y el gran concilio de Calcedonia.
El pueblo estaba decidido a tener una decisión más formal, y continuó gritando durante varias horas, mezclándose con sus antiguos gritos como estos ¡Fija un día para una fiesta en honor a Calcedonia! ¡Conmemoren el santo sínodo esta misma mañana!. Siendo el pueblo tan firme, el diácono Samuel fue instruido para anunciar la fiesta deseada. Sin embargo, el pueblo continuó gritando con todas sus fuerzas: ¡Severo debe ser anatematizado; anatematizadlo ahora mismo, o no hay nada que hacer!. El patriarca, viendo que había que arreglar algo, se asesoró con los doce prelados asistentes, que acordaron la maldición sobre Severo. Este consejo, extemporáneo e intimidado, llevó entonces un decreto por aclamación: Es evidente para todos que Severo al separarse de esta iglesia se condenó a sí mismo. Siguiendo, por lo tanto, los cánones y los Padres, lo consideramos ajeno y condenado a causa de sus blasfemias, y lo anatematizamos. Las cúpulas de Santa Sofía resonaron con gritos de triunfo y la multitud se dispersó. Fue un día largamente recordado en Constantinopla.
Al día siguiente tuvo lugar la prometida conmemoración de Calcedonia. Una vez más, cuando el patriarca hizo su entrada en procesión y se acercó al púlpito, surgieron clamores: ¡Restableced las reliquias del Macedonio a la iglesia! ¡Devuelvan a los exiliados por la fe! Que se desentierren los huesos de los nestorianos. ¡Que se desentierren los huesos de los eutiquianos! ¡Expulsen a los maniqueos! ¡Pongan los cuatro concilios en los dípticos! ¡Pongan al Papa León I, obispo de Roma, en los dípticos! Llevad los dípticos al púlpito!. Continuando este tipo de gritos, el patriarca respondió: Ayer hicimos lo suficiente para satisfacer a mi querido pueblo, y hoy haremos lo mismo. Debemos tomar la fe como fundamento inviolable; ella nos ayudará a reunificar las iglesias. Glorifiquemos entonces con una sola boca a la santa y consustancial Trinidad. Pero el pueblo seguía gritando enloquecido: ¡En este instante, que no salga nadie! ¡Os abjuro, cerrad las puertas! ¡No temáis más a Amancio el Maniqueo! Justin reina, ¿por qué temer a Amancio?. Así continuaron. El patriarca intentó en vano hacerlos entrar en razón. Fue el estallido de entusiasmo y excitación largamente reprimido bajo la represión heterodoxa. Se llevó todo por delante. El patriarca se vio finalmente obligado a hacer insertar en los dípticos los cuatro concilios de Nicaea, Constantinopla, Éfeso y Calcedonia, y los nombres de Eufemio y Macedonio, patriarcas de Constantinopla, y León, obispo de Roma. Luego la multitud cantó durante más de una hora: ¡Bendito sea el Señor Dios de Israel, porque ha visitado y redimido a su pueblo!. El coro se reunió en la plataforma elevada y, girando hacia el este, cantó el Trisagion, con todo el pueblo escuchando en silencio. Cuando llegó el momento de recitar los nombres de los obispos difuntos de los dípticos, la multitud se cerró en silencio en torno a la mesa sagrada; y cuando el diácono hubo leído las nuevas inserciones, se alzó un poderoso grito: ¡Gloria a ti, Señor!.
Para autentificar lo que se había hecho, Juan reunió el 20 de julio un concilio de 40 obispos, que se encontraban en la capital. En los dípticos se inscribieron los cuatro concilios generales y el nombre del papa León. Severo de Antioquía fue anatematizado tras un examen de sus obras en el que se descubrió una clara condena de Calcedonia. Juan escribió a Juan III de Jerusalén y a Epifanio de Tiro, comunicándoles la buena noticia de las aclamaciones y del sínodo. Sus cartas iban acompañadas de órdenes de Justino de restaurar a todos los que habían sido desterrados por Anastasio, y de inscribir el concilio de Calcedonia en los dípticos. En Jerusalén y en Tiro hubo gran alegría. Muchas otras iglesias se declararon a favor de Calcedonia, y durante el reinado de Justino 2.500 obispos dieron su adhesión y aprobación. Ahora llegó la reconciliación con Roma. El emperador Justino escribió al Papa quince días después de la escena de las aclamaciones, rogándole que impulsara los deseos del patriarca Juan para la reunión de las iglesias. Juan escribió diciendo que había recibido los cuatro concilios generales, y que los nombres de León y del propio Hormisdas habían sido puestos en los dípticos. Se envió una delegación a Constantinopla con instrucciones de que Acacio debía ser anatematizado por su nombre, pero que Eufemio y Macedonio podían ser pasados por alto en silencio.
Los diputados llegaron a Constantinopla el 25 de marzo de 519. Justino recibió las cartas del papa con gran respeto, y dijo a los embajadores que llegaran a una explicación con el patriarca, que al principio quería expresar su adhesión en forma de carta, pero accedió a escribir un pequeño prefacio y colocar después las palabras de Hormisdas, que copió de su puño y letra. Los legados enviaron dos copias a Roma, una en griego y otra en latín. El emperador, el senado y todos los presentes se alegraron de esta ratificación de la paz.
Todavía quedaba el aguijón de la transacción; ahora tenían que borrar de los dípticos los nombres de cinco patriarcas - Acacio, Fravita, Eufemio, Macedonio, y Timoteo - y dos emperadores - Zeno y Anastasio I. Todos los obispos de Constantinopla dieron su consentimiento por escrito; también lo hicieron todos los abades, después de algunas discusiones. El día de Pascua se promulgó la pacificación. La corte y el pueblo, igualmente entusiastas, acudieron a Santa Sofía. Las bóvedas resonaron con aclamaciones en alabanza a Dios, al emperador, a San Pedro y al Papa de Roma. Los opositores, que habían profetizado sedición y tumulto, se vieron notablemente decepcionados. Nunca en la memoria se había comunicado un número tan grande. El emperador envió un informe de los procedimientos a través de las provincias y los embajadores enviaron su informe a Roma, diciendo que sólo quedaban las negociaciones con el Patriarca de Antioquía. Juan escribió al papa Hormisdas para felicitarle por la gran obra, y ofrecerle el crédito de su éxito. Poco después, el 19 de enero de 520, Juan murió.